# Kukri

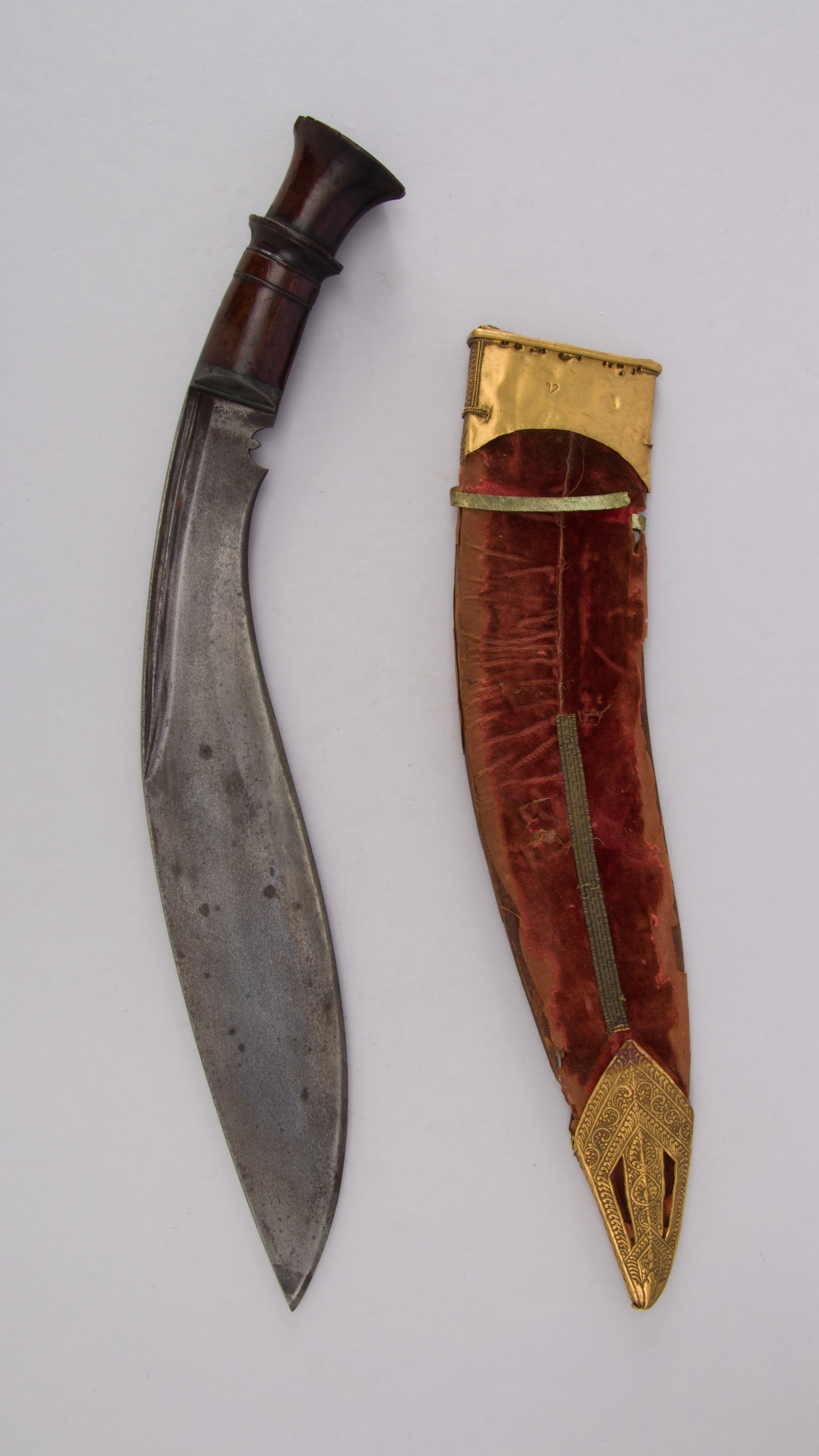
Kukri, XIX w.

Kukri, khukri, język nepalski:खुकुरी wym.: khukurī – ciężki zakrzywiony nepalski nóż używany zarówno jako broń sieczna o głowni krzywej jednosiecznej jak i jako narzędzie. Kukri stanowi część uzbrojenia i heraldyki Gurkhów – narodu wojowników. Dla wielu ludzi jest znany jako nóż Gurkhów.

## Budowa
Większość kukri jest wyrabiana ręcznie. Podczas II wojny światowej Gurkhowie służący w wojsku woleli noże wyprodukowane przez wiejskiego kowala (kami) z ich rodzinnej wioski od będących na ich wyposażeniu masowo produkowanych egzemplarzy. Jakość ostrza jest bardzo różna. Kami wykonują kukri ręcznie, przekuwając stal pozyskaną z pióra resoru starej ciężarówki lub wagonu kolejowego. Rękojeść noża wytwarzana jest z drewna lub rogu bawołu wodnego, natomiast pochwa powstaje z drewna obciągniętego skórą. 
Typowa długość ostrza to około 25 do 38 centymetrów, przy czym masa noża waha się odpowiednio pomiędzy 0,5 a 1,5 kilograma. 
Poza różnicą w masie noże mogą się różnić kształtem ostrza, przy czym obecnie w poszczególnych dolinach Nepalu wytwarzane są noże o charakterystycznych dla tych dolin kształtach: Sirupate – Dharan, Chainpure, Chitlange – Chainpur, BhojPure – Bhojpur czy też Ganjuwal – Ganjuwal. 
Wersje ceremonialne mogą osiągać długość 70 cm. Ostrza ceremonialne przeznaczone do składania ofiar z bawołów wodnych są znacznie większe. Kukri posiadają wcięcie w podstawie ostrza przy rękojeści, zwane "kaura". Istnieją różne poglądy co do roli, jaką spełnia "kaura", część z nich jest praktyczna – służy do przechwytywania ostrza przeciwnika, miejsce gdzie krew spływa z ostrza, zaznacza koniec ostrza podczas ostrzenia, część jest symboliczna – jest symbolem potencji.

## Zastosowanie
Już 5-letni Nepalczycy uczą się posługiwać tymi nożami.
Popularna legenda głosi, że Gurkha "nigdy nie wkłada ostrza kukri z powrotem do pochwy, zanim nie zazna ono krwi". Ta legenda jest fałszywa, gdyż kukri stanowi przede wszystkim wielofunkcyjny nóż użytkowy używany głównie w roli maczety. Kukri może być wykorzystywany do budowania, karczowania, rąbania drewna, kopania, cięcia mięsa i warzyw, oprawiania zwierzyny, a także do otwierania puszek.
Ze względu na wielkość, kształt ostrza i wagę - kukri walczy się tak jak maczetą. Podczas walki wręcz cięcia są kierowane w głowę i szyję przeciwnika. Mimo podobieństwa do bumerangu kukri nie został zaprojektowany do rzucania, a charakterystyczne zakrzywienie ostrza służy do efektywnego przekazywania energii kinetycznej na cel podczas wykonywania cięć.
Kukri posiada znaczenie religijne w hinduizmie i jest święcony podczas festiwalu Dasain.

## Pochwa
Pochwy kukri są zazwyczaj zrobione z drewna obciągniętego skórą. Prace kaletnicze są zazwyczaj wykonywane przez sakri. Pochwa ma miejsce na dwa małe noże nazywane karda i chakmak – są one jednak często gubione. Większość kolekcjonerów broni białej nie przywiązuje do nich większej wagi. Karda służy do oprawiania zwierzyny. Chakmak służył jako krzesiwo do rozpalania ognia z pomocą krzemienia. Krzemień jest czasami noszony w woreczku dołączonym do pochwy.

## Sposób noszenia
Oddziały wojskowe złożone z Ghurków noszą kukri na pasie głównym z tyłu po prawej stronie. Nóż wyciąga się prawą ręką.

## Hipotezy dotyczące pochodzenia kukri
Kukri jest zbliżony wyglądem do pochodzących z V w. p.n.e. greckich mieczy machaira. Był to miecz tnący o zbliżonym wyglądzie lecz 3 razy większy. Prawdopodobnie wzór ten został przekazany do Nepalu poprzez Scytów lub też przybył na Półwysep Indyjski wraz z armią Aleksandra Wielkiego, którego sława wojenna szybko rozeszła się po politeistycznych Indiach północnych.